# CINAHL
CINAHL （Cumulative Index to Nursing and Allied Health Literature）は、看護、関連医療、生物医学、および医療に関する、英語および選択された他の言語のジャーナル論文のインデックスである。 
Ella Crandall 、 Mildred Grandbois 、およびMollie Sitnerは、1940年代に看護学ジャーナルの論文のカード・インデックスを開始した。このインデックスは、1961年にCumulative Index to Nursing Literature （CINL）として初めて出版された。1977年に関連医療ジャーナルにも対象が拡大し、Cumulative Index to Nursing and Allied Health Literatureとタイトルが変更された。1984年に最初めてオンラインとなった。 
出版者であるCinahl Information Systemsは、2003年にEBSCOに買収された。
CINAHLは、Cinahl Information Systemsの他、EBSCO、 Ovid Technologies 、 ProQuestによってWeb上で提供されており、DialogからDataStarによってオンラインで提供されている。  2006年、EBSCOは、他のプロバイダーとの販売契約を更新せず、CINAHLをEBSCOhostのプラットフォームでのみ利用できるようにする意向を発表した。 

## 関連する項目
- 学術データベースと検索エンジンのリスト